# Никс, Фредерик
Фредерик Никс, Фридрих Никс (англ. Frederick Niecks, нем. Friedrich Niecks; 3 февраля 1845, Дюссельдорф — 24 июня 1924, Эдинбург) — британский музыковед немецкого происхождения.
Музыкант в третьем поколении, первые уроки получил от отца, затем учился игре на скрипке у Леопольда Ауэра и композиции у Юлиуса Тауша, в 13 лет дебютировал как солист, исполнив Второй концерт Шарля Огюста де Берио, впоследствии до 21 года играл на скрипке в местном оркестре. Затем окончил Лейпцигский университет, краткое время преподавал в Дюссельдорфе, а c 1868 г. жил и работал в Шотландии, первоначально как церковный органист в Дамфрисе; в этот период Никс также играл на альте в струнном квартете Александра Маккензи. В 1891—1914 гг. профессор Эдинбургского университета (где у него, в частности, учился Эрнест Макмиллан). В 1898 г. Дублинский университет присвоил Никсу звание доктора музыки.
Основные труды Никса посвящены континентальной музыке XIX века. Он был автором первого развёрнутого англоязычного анализа творчества Эдварда Грига (англ. Edvard Grieg, the Norwegian Composer; 1879), писал о Мендельсоне, Вебере и Брамсе. Долгие годы Никс был постоянным автором газеты «The Musical Times» и журнала «The Monthly Musical Record».
Два наиболее значительных труда Никса — биография Фредерика Шопена («Фридерик Шопен как человек и музыкант», англ. Frederick Chopin as a Man and Musician, 1888, немецкий перевод нем. Friedrich Chopin als Mensch und als Musiker, 1890), названная в «The Monthly Musical Record» «образцом для всех биографий» (англ. a model for all biographies), и фундаментальная монография «Программная музыка за последние четыре столетия» (англ. Programme Music in the Last Four Centuries; 1906). Обе книги неоднократно переиздавались. Выпустил также «Краткий словарь музыкальных терминов» (англ. Concise Dictionary of Musical Terms; 1884). Посмертно вдовой Никса была издана подготовленная им биография Роберта Шумана (1925).
Фредерик Никс умер в возрасте 79 лет и был похоронен на кладбище Гранж в Эдинбурге.